# ميخائيل بيرغر
ميخائيل بيرغر (بالألمانية: Michael Berger)‏ (1 ديسمبر 1990 في النمسا - ) هو لاعب كرة قدم نمساوي في مركز الدفاع. لعب مع غراتزر أي كاي ونادي فولفسبيرغر و1. Wiener Neustädter SC ‏.

## وصلات خارجية
- ميخائيل بيرغر على موقع قاعدة بيانات كرة القدم.إي يو (الإنجليزية)
- ميخائيل بيرغر على موقع Soccerway.com (الإنجليزية)
- ميخائيل بيرغر على موقع عالم كرة القدم.نت (الإنجليزية)